# 莫氏大戟
莫氏大戟（学名：Euphorbia moratii），又名莫拉第大戟，是馬達加斯加特有的一種大戟屬植物。它們生長在亞熱帶或熱帶的低地草原及岩石區，但受到環境破壞的威脅。